# Islam in Africa Organisation
De Islam in Africa Organisation (IAO) is een in Nigeria gevestigde islamitische organisatie, een initiatief van de Organisatie voor Islamitische Samenwerking.

## Doelstellingen
De organisatie werd opgericht op 28 november 1989 in Abuja, Nigeria met als doel geheel Afrika voor de islam te winnen. Haar statuten en doelstellingen zijn in juli 1991 geratificeerd en dit markeert haar formele definitieve oprichting. Deze oprichtingsafspraken worden ook wel de Abuja Declaration genoemd. Uitgangspunt is dat volgens haar Afrika het enige continent is met een islamitische meerderheid en dat daarom geheel Afrika islamitisch dient te zijn

Het plan bevat veel punten die ook door christelijke zendingsorgansaties gebruikelijk zijn zoals hulpverlening.
Er werd een strijdplan opgezet om geheel Afrika te islamiseren met ook minder onschuldige punten in dat besluit:
- 'Ervoor zorg dragen dat alleen moslims worden aangesteld in strategische en internationale posities in de lidstaten'.
- 'Om alle vormen en vertakkingen van andere godsdiensten uit te roeien'.
- 'Ervoor zorg te dragen dat alleen moslims gekozen worden op alle politieke posten van de lidstaten'.
- 'Ervoor zorg te dragen dat voor de volgende Islam in Africa Conferentie alle westerse vormen van wetgeving en rechtssystemen zijn vervangen door de Sharia'

Deze strategie kan in uitvoering gezien worden in landen als Nigeria en Soedan. In Nigeria kiezen steeds meer deelstaten voor de Sharia wat weer tot hevige protesten van christenen leidt met dikwijls wederzijds geweld en bloedvergieten. In Soedan heeft de regering reeds in 1983 de Sharia ingevoerd, in 1991 aangescherpt met de doodstraf voor geloofsafval van de islam.
Dr. Usman Muhamad Bugaje is de huidige Secretaris‑Genereal van de IAO.

Fondsen: De regering van Nigeria zou volgens een IAO-communiqué 21 miljard US-dollar hebben gedoneerd als bijdrage aan dit "Islamic Development Fund".

## Organisatie
De IAO bestaat uit vier hoofdorganisaties:
- de Algemene Raad, de hoogste autoriteit bestaande uit 43 leden uit geheel Afrika en de Diaspora.
- het Uitvoerend Comité
- het Secretariaat gevestigd te Abuja, [Nigeria].
- de Noodzakelijke organen ten behoeve van de realisatie van de doelstellingen.

## Landen
De organisatie meldt de volgende landen op zijn website:
- Algerije
- Benin
- Tsjaad
- Egypte
- Ethiopië
- Eritrea
- Kenia
- Liberia
- Libië
- Mali
- Mauritanië
- Marokko
- Niger
- Nigeria
- Soedan
- Somalië
- Zuid-Afrika
- Tunesië
- Zambia